# Tour de Lombardie 1962
La 56e édition du Tour de Lombardie a eu lieu le 20 octobre 1962. Le parcours s'est déroulé entre Milan et Côme sur une distance de 253 kilomètres. La course a été remportée par le coureur néerlandais Jo de Roo.

## Classement final
| Place | Coureur         | Équipe        | Temps           |
| ----- | --------------- | ------------- | --------------- |
| 1     | Jo de Roo       | Saint Raphaël | 7 h 05 min 58 s |
| 2     | Livio Trapè     | Ghigi         | m.t.            |
| 3     | Alcide Cerato   | Molteni       | à 51 s          |
| 4     | Emile Daems     | Philco        | m.t.            |
| 5     | Vito Taccone    | Atala-Pirelli | à 1 min 57 s    |
| 6     | Angelo Conterno | Carpano       | à 2 min 12 s    |
| 7     | Ercole Baldini  | Ignis         | à 2 min 24 s    |
| 8     | Armand Desmet   | Flandria      | m.t.            |
| 9     | Jos Hoevenaers  | Philco        | à 3 min 37 s    |
| 10    | Idrio Bui       | Ignis         | m.t.            |